# دائرة بني تدجيت
دائرة بني تادجيت هي إحدى دوائر إقليم فكيك، التابع لجهة الشرق، المملكة المغربية. تضم الدائرة 7 جماعات قروية، وبلغ عدد سكانها 42673 فرداً سنة 2004 حسب الإحصاء الرسمي للسكان والسكنى. يتبع للدائرة 43 مشيخة و161 دوار.

## التقسيمات الإداريّة
تعتبر دائرة بني تادجيت إحدى الدوائر المشكّلة لإقليم فكيك، وهو التقسيم الإداري من المستوى الرابع المعتمد في المغرب. ينقسم إقليم فكيك إلى 11 جماعات قروية تختلف من حيث السكان والمساحة، والتي بدورها تنقسم إلى مشيخات تضم عدداً من الدواوير.